# Apamea britannica
Apamea britannica là một loài bướm đêm trong họ Noctuidae.